# Премія Отто Гана з хімії та фізики
Пре́мія О́тто Га́на з хі́мії та фі́зики (нім. Otto-Hahn-Preises für Chemie und Physik) — колишня наукова нагорода, яку присуджували німецьким діячам, які зробили «унікальний внесок у розвиток хімії та фізики з використанням теоретичних або прикладних досліджень». Премію було засновано у 1953 році на пропозицію Товариства німецьких хіміків організаціями, утвореними у складі Німецького центрального комітету з хімії (нім. Deutschen Zentralausschuss für Chemie) та Німецьким фізичним товариством (нім. Deutschen Physikalischen Gesellschaft, DPG) на вшанування пам'яті про німецького хіміка-ядерника, лауреата Нобелівської премії Отто Гана. Нагорода складалась із золотої медалі, грошової суми, яка у 2003 році становила 25 000 євро і свідоцтва.
У 2005 році нагороду було об'єднано з Премією Отто Гана від міста Франкфурта-на-Майні із заснуванням наукової нагороди під назвою «Премія Отто Гана».

## Лауреати премії
- 1955: Ліза Майтнер,  Генріх Віланд
- 1959: Ганс Меєрвейн[en]
- 1962:  Манфред Ейген
- 1965: Еріх Гюккель
- 1967:  Георг Віттіг
- 1974: Фрідріх Гунд
- 1979: Рольф Гейсген[de]
- 1986: Гайнц Маєр-Лейбніц[en]
- 1989: Рудольф Гоппе[en]
- 1998: Дітер Естергельт[en]
- 2000: Ганс Крістоф Вольф[de]
- 2003: Гельмут Шварц[en]
- 2005 об'єднана з Премією Отто Гана від міста Франкфурта-на-Майні[3].